# 39 (số)
39 (ba mươi chín) là một số tự nhiên ngay sau 38 và ngay trước 40.